# Jacob Heinl
Jacob Heinl (Hamburgo, 3 de octubre de 1986) es un jugador de balonmano alemán que juega de pívot. Es internacional con la selección de balonmano de Alemania.

## Palmarés

### Flensburg-Handewitt
- Liga de Campeones de la EHF (1): 2014
- Liga de Alemania de balonmano (1): 2018
- Copa de Alemania de balonmano (1): 2015
- Supercopa de Alemania de balonmano (1): 2013
- Recopa de Europa de balonmano (1): 2012

## Clubes
| Club                   | País      | Año         |
| ---------------------- | --------- | ----------- |
| SG Flensburg-Handewitt | Alemania  | 2008 - 2018 |
| Ribe-Esbjerg HH        | Dinamarca | 2018 - 2019 |
| SG Flensburg-Handewitt | Alemania  | 2019 - 2021 |